# Constant Griebel

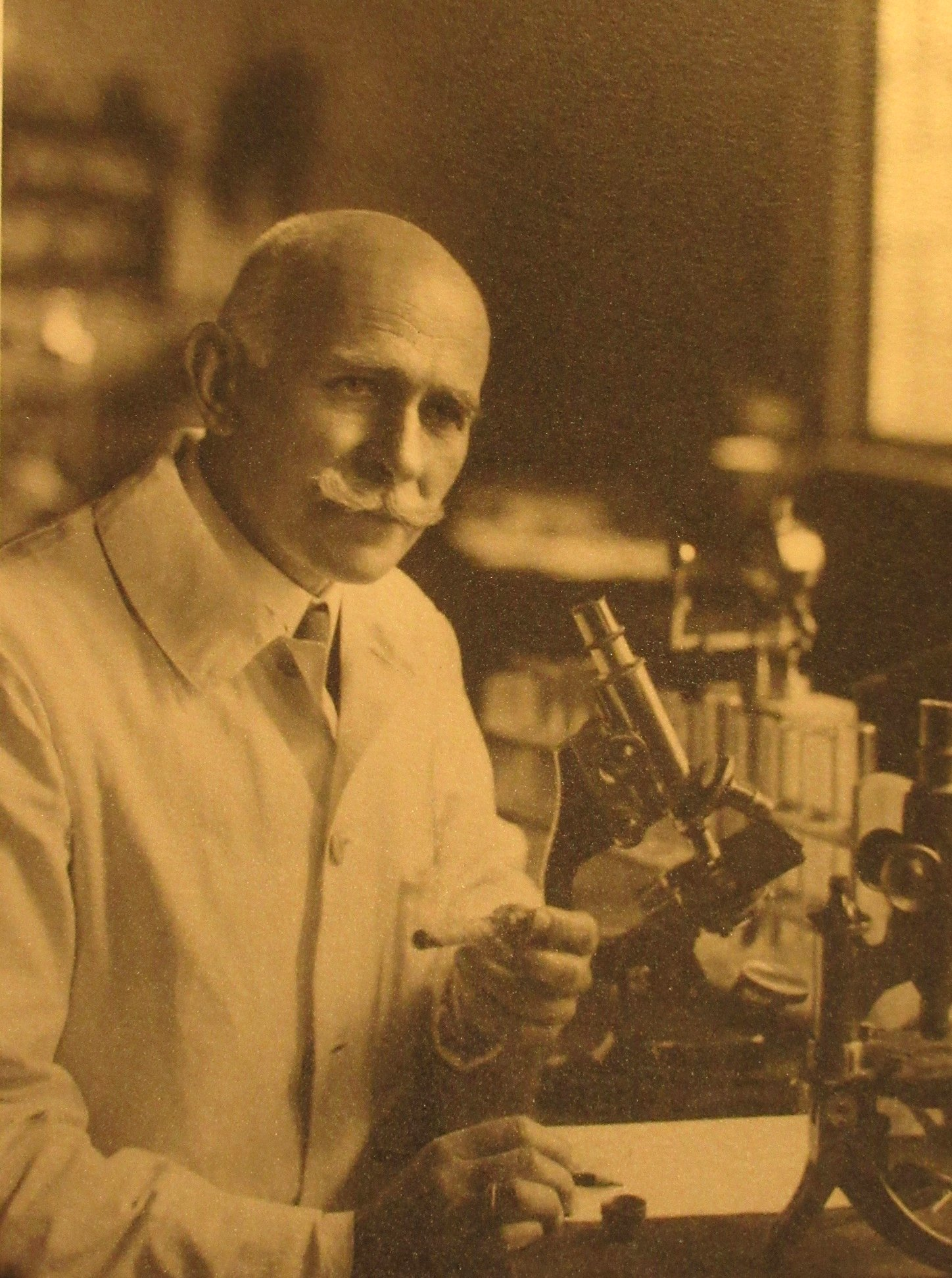
Constant Griebel

Constant Griebel (* 16. Januar 1876 in Coburg; † 7. Dezember 1965 in Berlin) war ein deutscher Lebensmittelchemiker. Er war lange Zeit Abteilungsleiter in der Landesanstalt für Lebensmittel-, Arzneimittel- und gerichtliche Chemie in Berlin-Charlottenburg und hat neben zahlreichen Einzelpublikationen auch das Buch Mikroskopie der Nahrungs- und Genußmittel aus dem Pflanzenreiche (Moeller, Griebel; Springer-Verlag) in einer dritten Auflage neu bearbeitet und herausgegeben.

## Leben
Griebel besuchte das Casimirianum Coburg bis 1893, durchlief die Ausbildung zum Apotheker in Coburg, Erfurt und Mainz und immatrikulierte sich 1899 an der Ludwig-Maximilians-Universität in München. Zu seinen akademischen Lehrern gehörten Adolf von Baeyer, Wilhelm Conrad Röntgen, Karl Ritter von Goebel und Albert Hilger.
1900 erhielt er in München den Pharmazeutischen Approbationsschein; 1903 wurde er an der Ludwig-Maximilians-Universität promoviert zum Dr. phil.; Dissertationsschrift: Über den Kaffeegerbstoff. Im Juli des Jahres ging Griebel nach Berlin an die Staatliche Anstalt zur Untersuchung von Nahrungs- und Genussmitteln sowie Gebrauchsgegenständen für den Landespolizeibezirk Berlin.
Im Ersten Weltkrieg war Griebel Korpsstabsapotheker des 3. Gardekorpsregiments Berlin..
1924 wurde er zum wissenschaftlichen Mitglied und Professor, im Juni 1928 zum Abteilungsleiter an der Staatlichen Nahrungsmittel-Untersuchungsanstalt in Berlin ernannt. Dort war er tätig bis 1949, hospitierte jedoch noch weitere 10 Jahre als freier Wissenschaftler an seinem alten Arbeitsplatz.
In Anerkennung seiner jahrzehntelangen Arbeiten erhielt er 1953 von der Ludwig-Maximilians-Universität eine Urkunde über die Erneuerung des Doktorgrades.
Er erhielt das Bundesverdienstkreuz 1. Klasse sowie im Mai 1952 die Joseph-König-Gedenkmünze.

## Arbeiten
Griebel war Mitarbeiter am Handbuch der Lebensmittelchemie, am Handbuch der biologischen Arbeitsmethoden, Verfasser der dritten Auflage des Möller/Griebel: Mikroskopie der Nahrungs- und Genußmittel aus dem Pflanzenreiche (1928) sowie des Buches Gewürze und gewürzhaltige Gemenge (1954).
Seine zahlreichen wissenschaftlichen Veröffentlichungen erschienen ab 1905 in der Zeitschrift für Untersuchung der Nahrungs- und Genußmittel, sowie der Gebrauchsgegenstände, Springer-Verlag, sowie in der Apotheker-Zeitung, später Deutsche Apotheker-Zeitung, sowie Mikrochemie, Ernährung und anderen. Diese etwa 400 Veröffentlichungen bewegten sich vornehmlich auf den Gebieten der Arzneimittel- und Lebensmittelchemie und -mikroskopie. Noch bis 1963 wirkte er mit bei der Herausgabe der Zeitschrift für Lebensmittel-Untersuchung und -Forschung.

## Veröffentlichungen (Auswahl)
- (Bearbeiter): Mikroskopie der Nahrungs- und Genussmittel aus dem Pflanzenreiche, Josef Moeller. 3., neubearbeitete Auflage, Bearbeiter Constant Griebel, Berlin : Julius Springer 1928
- Gewürze und gewürzhaltige Gemenge, Berlin : Hayn 1954, Reihe: Grundlagen und Fortschritte der Lebensmitteluntersuchung; Bd. 2.